# Goran Bulatović
Goran Bulatović (ur. 24 sierpnia 1985 w Titogradzie) – czarnogórski i od 2011 roku serbski zapaśnik walczący przeważnie w stylu klasycznym. Zajął 27. miejsce na mistrzostwach świata w 2011. Osiemnasty na mistrzostwach Europy w 2012. Ósmy i dziewiąty na igrzyskach śródziemnomorskich w 2009. Mistrz śródziemnomorski w 2015 roku.